# Erannis coggii
Erannis coggii är en fjärilsart som beskrevs av Costantine 1916. Erannis coggii ingår i släktet Erannis och familjen mätare. Inga underarter finns listade i Catalogue of Life.